# Regimento Interno do Parlamento do MERCOSUL
O Regimento Interno do Parlamento do MERCOSUL é o  documento legal que rege, com égide nos ordenamentos jurídicos dos países que compõem o bloco, no Direito do Mercado Comum do Sul e de acordo com as normativas do Protocolo Constitutivo do Parlamento do Mercosul, o processo legislativo, os trâmites jurídicos e o funcionamento administrativo do Parlamento do Mercosul. 
As disposições do regimento aplicam-se aos Parlamentares do Mercosul e a todas as pessoas que intervenham no funcionamento interno do Parlamento, e aquele que o descumprir será passível das sanções por ele determinadas.

## História
O Protocolo Constitutivo do Parlamento do Mercosul em seu  artigo 4º, que elencas as competências do parlamento, diz no parágrafo que umas dessas competências será: "Aprovar e modificar seu Regimento interno" e o regimento foi aprovado e oficializado pelo Parlamento do Mercosul, em Montevidéu, no dia 6 de agosto de 2007